# Shōko Tsuda
Shōko Tsuda (津田匠子?, Tsuda Shōko; Nagasaki, 30 gennaio 1963) è una doppiatrice giapponese, ovvero una seiyū.
Lavora per la Ken Production.
Tra i ruoli da lei interpretati vi sono Izumi Curtis in Fullmetal Alchemist, Fullmetal Alchemist: Brotherhood e Fullmetal Alchemist - The Movie: Il conquistatore di Shamballa, Annette Pias in Black Cat, Shuril in Seikai no monshō, Kyoko Sanada in Gad Guard e Porlyusica e Grandinee in Fairy Tail

## Doppiaggio

### Serie animate
- Black Butler (Margaret)
- Fairy Tail (Porlyusica, Grandinee)
- Fullmetal Alchemist (Izumi Curtis)
- Fullmetal Alchemist: Brotherhood (Izumi Curtis)
- Gintama (Monaca del dojo del digiuno, Asagi)
- Pokémon (Ada)
- Spy × Family (Martha)
- Vinland Saga (Madre di Anne)

### Film animati
- Fullmetal Alchemist - The Movie: Il conquistatore di Shamballa (Izumi Curtis)
- Hal (Mami)
- Millennium Actress (Eiko Shimao)

### Videogiochi
- Fullmetal Alchemist: Dream Carnival (Izumi Curtis)
- Fullmetal Alchemist: Dual Sympathy (Izumi Curtis)
- Fullmetal Alchemist: To the Promised Day (Izumi Curtis)
- Fullmetal Alchemist Mobile (Izumi Curtis)
- Romancing SaGa (Eule, Adyllis)
- The Legend of Zelda: Breath of the Wild (Impa)
- The Legend of Zelda: Tears of the Kingdom (Impa)
- The Legend of Zelda: Echoes of Wisdom (voci addizionali)

## Doppiatrici italiane
- Elisabetta Cesone in The Legend of Zelda: Breath of the Wild [1]